# Bitwa o Al-Kastal
Bitwa o Al-Kastal została stoczona podczas wojny domowej w Mandacie Palestyny. Walki były toczone o strategicznie położoną arabską wieś Al-Kastal, która umożliwiała kontrolowanie drogi prowadzącej z równiny nadmorskiej do Jerozolimy. W dniach 3-9 kwietnia 1948 roku doszło do serii starć, które przeszły do historii jako bitwa o al-Kastal. Walki były częścią żydowskiej operacji Nachszon. Bitwa zakończyła się chwilowym otwarciem drogi do Jerozolimy i zniszczeniem wioski. Obydwie strony poniosły ciężkie straty.

## Tło wydarzeń
arabska wieś Al-Kastal była położona u podnóża strategicznie położonego wzgórza, które umożliwiało kontrolowanie drogi z nadmorskiej równiny Szaron i portów nad Morzem Śródziemnym do Jerozolimy. Sama wieś była niewielka, i w 1948 roku zamieszkana przez zaledwie 103 mieszkańców. Na szczycie wzgórza (o wysokości 750 m n.p.m.) wznosiły się ruiny zamku krzyżowców Castellum Belvoir, wykorzystywane przez arabskie milicje. Wzgórze leży w odległości 10 km na zachód od Jerozolimy. Od samego początku wojny domowej w Mandacie Palestyny Arabowie umieścili blokadę na drodze, kontrolując ruch przejeżdżających nią samochodów. Dochodziło tutaj do licznych ataków na żydowskie pojazdy. Z tego powodu wiele osób zginęło lub zostało rannych. W coraz bardziej pogarszającej się sytuacji żydowska organizacja paramilitarna Hagana rozpoczęła organizować konwoje do Jerozolimy. Ich ochronę powierzono elitarnym kompaniom szturmowym Palmach. Zdawano sobie przy tym sprawę, że egzystencja społeczności żydowskiej w Jerozolimie jest całkowicie uzależniona od płynności dostaw z nadmorskiej równiny. Utrzymanie tej komunikacji było dla jerozolimskich Żydów sprawą życia i śmierci. Między grudniem 1947 roku a lutym 1948 roku do Jerozolimy dotarło 236 konwojów liczących ogółem 2160 ciężarówek z prawie 9 tys. ton zaopatrzenia. W okresie tym doszło do blisko 70 ataków, śmierć poniosło 37 osób i zniszczono 8 samochodów. W marcu wyruszyło już tylko 45 wypraw z 560 pojazdami, z czego do Jerozolimy dotarło jedynie 37 konwojów. W dniu 25 stycznia 1948 roku siły Palmach podjęły nieudaną próbę zaatakowania wioski al-Kastal, która została przerwana przez interwencję brytyjskiej armii (zginęło 10 żołnierzy Palmach). W nocy z 17 na 18 marca 1948 roku siły Palmach przeprowadziły kolejny szturm, niszcząc ładunkami wybuchowymi kilka domów mieszkalnych. W konsekwencji część mieszkańców uciekła wówczas ze wsi. Na południe od wsi znajdował się kamieniołom, w którego rejonie Hagana umiejscowiła trzy ufortyfikowane placówki obserwacyjne. Utworzyły one strefę buforową pomiędzy siłami żydowskimi i arabskimi w tym obszarze.
Po ciężkiej porażce konwoju Chulda, droga do Jerozolimy została całkowicie zablokowana. Te i inne porażki, zmusiły dowództwo Hagany do wdrożenia w życie Planu Dalet. Pierwszą operacją podjętą w ramach tego planu miała być operacja Nachszon. Plan operacyjny zakładał otwarcie drogi do Jerozolimy i umożliwienie dotarcie do miasta kilku konwojom z zaopatrzeniem. Równolegle miały być blokowane okoliczne wioski arabskie, które w przypadku napotkania oporu, miały być wysiedlone i wyburzone. Na bocznych drogach miały być także przeprowadzone liczne działania sabotażowe oraz blokady paraliżujące arabską komunikację, aby utrudnić przeciwnikowi ściągnięcie posiłków w rejon prowadzonych walk.
W dniu 1 kwietnia 1948 roku placówki obserwacyjne zaobserwowały ewakuację arabskiej ludności cywilnej ze wsi al-Kastal. Dowództwo Hagany spodziewało się, że Arabowie stworzą we wsi silnie ufortyfikowany punkt oporu, z którego mogliby wyprowadzić natarcie od zachodu na żydowską Zachodnią Jerozolimę. Dowodzący obroną Jerozolimy Dawid Sze’alti’el zażądał od dowódcy sił Palmach Uzi Narkissa, by przejął kontrolę nad al-Kastal. Narkiss zgodził się na to, ale postawił warunek, że po zdobyciu wioski siły Palmach zostaną zwolnione i zastąpione przez żołnierzy Brygady „Ecjoni”, którzy będą dalej jej bronić. Zgodnie z wytycznymi Planu Dalet, siły Palmach odgrywały rolę jednostek uderzeniowych – ich zadaniem było atakować, przeprowadzać kontrataki i zajmować pozycje wroga, podczas gdy łatwiejsze zadania stałej obrony miały wykonywać siły liniowe Hagany. 2 kwietnia 1948 roku wydano odpowiednie rozkazy operacyjne w tej sprawie. Atak na al-Kastal miał odegrać także rolę dywersyjnego ataku, odciągającego uwagę Arabów od głównego celu przygotowywanej operacji Nachszon (rozpoczęła się 5 kwietnia).

## Przebieg bitwy

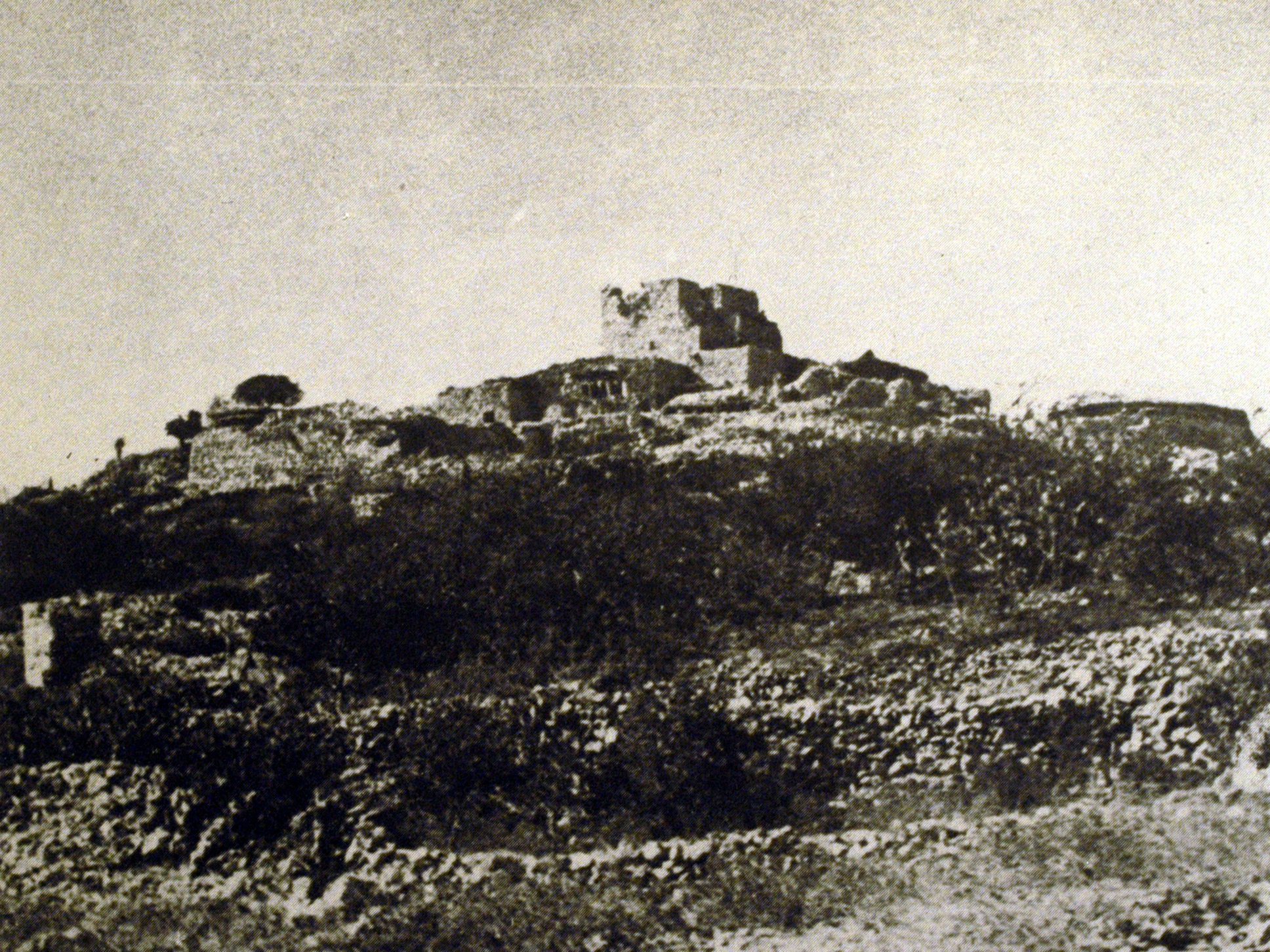
Wzgórze Kastal, 1948 r.

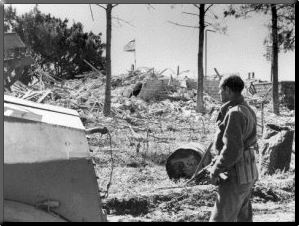
Izraelski żołnierz w ruinach Al-Kastal, 5 kwietnia 1948 r.

W nocy z 2 na 3 kwietnia 1948 roku kibuc Kirjat Anawim opuściła kompania 4 Batalionu Palmach, dowodzona przez Elijahu Sela Ra’ananna. O godz. 3:15 nad ranem żołnierze wkroczyli do wsi al-Kastal. Napotkany opór bardzo szybko zdusili, zajmując całą wieś. W ciągu dnia żołnierze Palmach zostali zastąpieni przez kompanię z 61 Batalionu Brygady „Ecjoni”, pod dowództwem Mordechaja Gazit.
Tego samego dnia, tutejsze wioski arabskie odwiedził jordański dowódca Kamel Arekat. Towarzyszyło mu około 100 żołnierzy. Na wieść o żydowskim ataku, zgromadził on kilkuset arabskich ochotników z okolicznych wsi i na ich czele około godz. 14:00 zaatakował posterunki wokół wsi al-Kastal. Tymczasem dowódca Armii Świętej Wojny, Abd al-Kadir al-Husajni przebywał w Damaszku, gdzie usiłował przekonać komisję wojskową Ligi Arabskiej do zwiększenia dostaw broni do Palestyny. Gdy dowiedział się, że Liga Arabska podjęła decyzję o dozbrajaniu Arabskiej Armii Wyzwoleńczej, rzucił na stół mapę Mandatu Palestyny pokazując obszar al-Kastal i Jerozolimy. W obecności dowódcy jordańskiego Legionu Arabskiego, sir Johna Glubba nazwał szefa komisji „zdrajcą, którego historia potępi. Odbiję al-Kastel z ciężką bronią lub bez. Zdobędę i wygram bitwę.” Następnie powrócił do swojej głównej siedziby we wsi Bir Zajt i rozpoczął przygotowania do ataku na al-Kastel.
W dniu 5 kwietnia 1948 roku kilkuset arabskich bojowników zaatakowało i zajęło żydowskie posterunki przy kamieniołomie, a dzień później zdobyli kamieniołom. Ochotnicy ze wsi Kalunja zaatakowali wówczas dom żydowskich dzieci, w którym młodzież uczyła się pracy w rolnictwie. Pod ciężkim ogniem wroga, dzieci ewakuowano opancerzonymi samochodami do Jerozolimy. Kolejnego dnia (7 kwietnia) Arabowie kontynuowali ataki na al-Kastal. Siły obrońców były już wtedy bardzo mocno osłabione. Mordechaj Gazit kilkakrotnie bezskutecznie żądał posiłków z Palmach, jednak dowodzący sektorem Josef Tabenkin koncentrował się na działaniach operacji Nachszon. Tymczasem w nocy, grupa arabskich sabotażystów zdołała przeniknąć do wsi i umieściła ładunki wybuchowe (20 kg) w pobliżu dowództwa obrony. Saperzy zdołali je jednak wykryć i na czas rozbroić. Przed świtem 8 kwietnia w rejon wioski podszedł Abd al-Kadir al-Husajni – prawdopodobnie sprawdzał, dlaczego podłożone bomby nie wybuchły. Został on dostrzeżony, i około godz. 4:00 rano zastrzelony.
Rankiem pogłoski o śmierci Abd al-Kadir al-Husajniego dotarły do Jerozolimy. Dawid Sze’alti’el rozumiał jakie może to mieć konsekwencje na dalszej walce, i nakazał przewiezienie ciała zabitego do Jerozolimy. Uzi Narkiss dostarczył dwa opancerzone samochody, które dotarły do al-Kastal z amunicją. Ciało zabitego pozostawiono jednak na miejscu (przy ciele położono miniaturkę Koranu), a pojazdy o godz. 7:00 dotarły do kibucu Kirjat Anawim. Tymczasem Arabowie nie byli pewni losów swojego dowódcy – wiedzieli, że został on wywieziony z al-Kastal, nie byli jednak pewni, czy zginął, czy był ciężko ranny. Ogłosili alarm i w ciągu godziny zgromadzili 1200 bojowników, których celem było odnalezienie al-Husajniego żywego lub martwego. W tym samym czasie, do sztabu Josefa Tabenkina powrócił Uzi Narkis ze swoimi dwoma pojazdami opancerzonymi. Przekazał on informację, że po odparciu nocnego ataku sabotażystów i zabiciu al-Husajniego nastroje obrońców al-Kastal poprawiły się. Otrzymali oni także dostawę amunicji. Na podstawie tych informacji Tabenkin uznał, że sytuacja nie jest pilna i nie ma potrzeby wysyłania posiłków do al-Kastal.
O godz. 10:00 rozpoczął się generalny atak sił arabskich. Natarcie wyprowadzono od strony kamieniołomów, które wcześniej zajęli Arabowie. Mordechaj Gazit natychmiast zażądał wysłania z kibucu Kirjat Anawim pilnej pomocy Palmach. Jednak dowództwo początkowo bagatelizowało sytuację, uznając, że obrońcy mają wystarczająco dużo siły aby utrzymać pozycje na wzgórzu al-Kastal. Gdy o godz. 13:00 podjęto decyzję o wysłaniu posiłków, było już za późno. Z odsieczą wyruszyły trzy kompanie Palmach dowodzone przez Nachuma Arieli. Jedna zajęła pozycje przy głównej drodze i zabezpieczała w ten sposób drogę odwrotu. Natomiast dwie pozostałe zaczęły wspinać się na wzgórze, na które dotarli o godz. 14:00. Sytuacja obrońców była jednak już tak beznadziejna, że Mordechaj Gazit wspólnie z Nachumem Arieli podjęli decyzję o wycofaniu się. Podczas odwrotu główną drogę zablokowały arabskie pojazdy opancerzone, których ogień zabił wielu z żydowskich żołnierzy. Do kibucu Kirjat Anawim dotarło jedynie 5 rannych żołnierzy. Ogółem zginęło 39 żydowskich żołnierzy (21 z sił polowych i 18 z Palmach). Straty arabskie wynosiły 90 zabitych. Tymczasem Arabowie odnaleźli w ruinach al-Kastel ciało swojego zabitego dowódcy. Pogrzeb Abd al-Kadir al-Husajniego odbył się 9 kwietnia 1948 roku na Wzgórzu Świątynnym w Jerozolimie. W pogrzebie wzięło udział około 30 tys. osób.
W dniu 9 kwietnia zwiad lotniczy Hagany poinformował, że Arabowie opuścili al-Kastal. Natychmiast do wsi wkroczył oddział Palmach dowodzony przez Elijahu Sela Ra’ananna. Wioska była opuszczona. Żydowscy żołnierze wysadzili wszystkie domy i zajęli pozycje obronne w ruinach zamku na wzgórzu. Tego samego dnia, do pobliskiej arabskiej wioski Bajt Surik dotarł duży oddział Arabskiej Armii Wyzwoleńczej. Był on dowodzony przez Fauziego al-Kawukdżiego. Dysponował on baterią artylerii, która rozpoczęła ostrzał al-Kastal. Gdy 11 kwietnia Żydzi zajęli sąsiednią wieś Kalunja, Arabowie wycofali swoją artylerię w kierunku Ramallah.

## Reakcje i następstwa
Bitwa o al-Kastal zakończyła się zwycięstwem Żydów. Otworzyli oni drogę do Jerozolimy i podczas operacji Nachszon dostarczyli konwoje z zaopatrzeniem do miasta. Zadano również ciężkie straty Arabom, a śmierć Abd al-Kadir al-Husajniego mocno osłabiła ich dowództwo. Bitwa ujawniła także liczne niedociągnięcia sił żydowskich. Dochodziło do wydawania sprzecznych z sobą rozkazów, a dowództwo nie potrafiło poprawnie odczytać przebiegu wydarzeń na polu bitwy. W wyniku spóźnionych decyzji poniesiono duże straty osobowe.